# Gliese 433 b

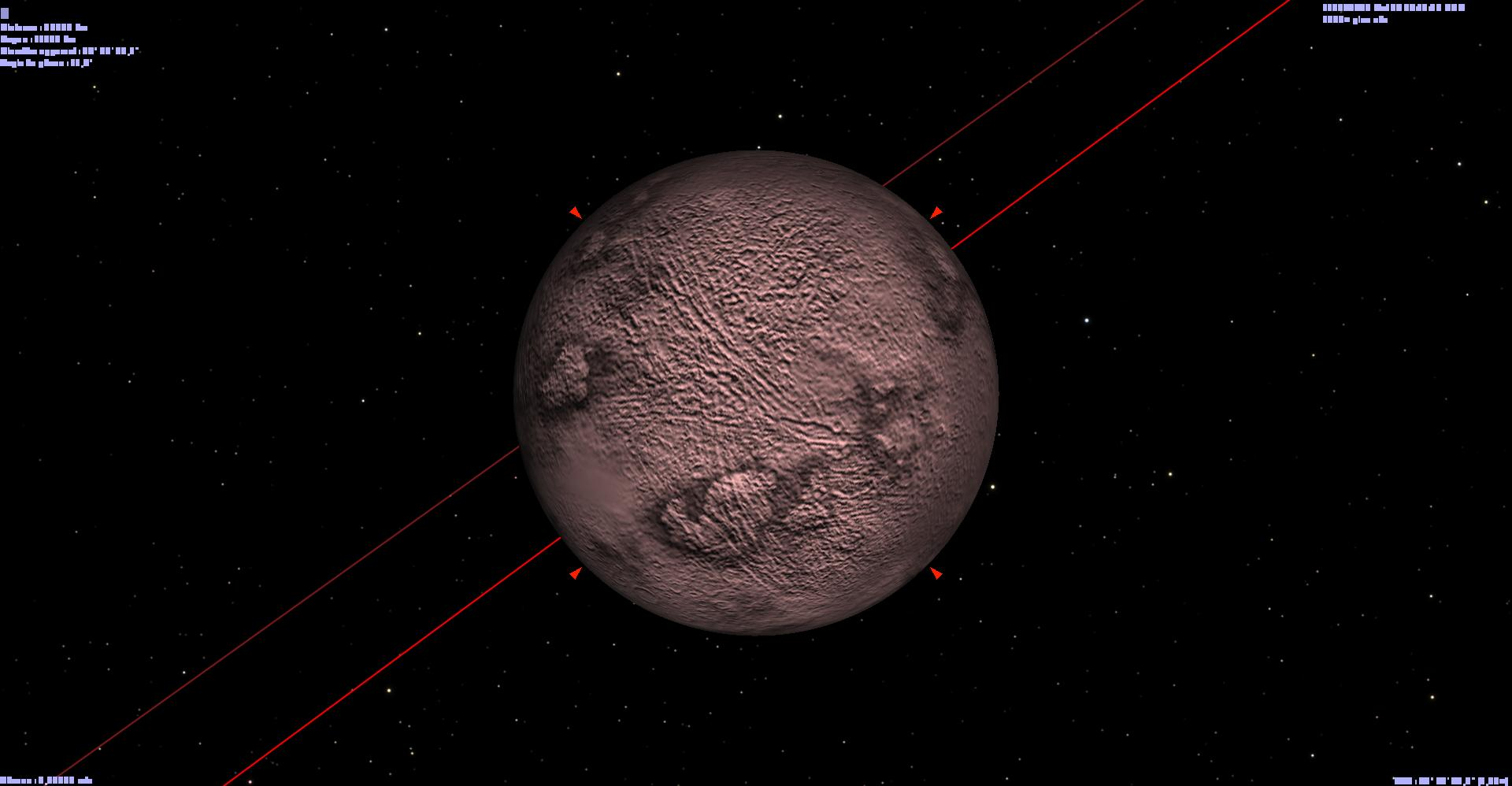
Gliese 433 b

Gliese 433 b (ook wel HIP 56528 b) is een exoplaneet in het sterrenbeeld Waterslang, ongeveer 29,5 lichtjaar van ons vandaan. De planeet is een superaarde met ten minste zes keer de massa van onze planeet. De planeet draait in ongeveer zeven dagen om zijn moederster, Gliese 433. De excentriciteit van zijn baan is niet bekend. De planeet werd ontdekt op 19 oktober 2009.